# Andrew Clark (Eishockeyspieler, 1988)
Andrew Clark (* 8. April 1988 in Brandon, Manitoba) ist ein kanadischer Eishockeyspieler, der zuletzt bei den Lausitzer Füchsen aus der DEL2 unter Vertrag stand.

## Karriere
Zu Beginn seiner Karriere lief Clark in der Western Hockey League für die Brandon Wheat Kings auf, bei denen er insgesamt vier Jahre verbrachte. In der dritten Saison trug er das A des Assistenzkapitäns auf der Brust. In 254 Spielen für die Wheat Kings konnte er 93 Tore und 123 Assists verbuchen.
Nach dem Ende seiner Juniorenzeit zog es ihn an die Acadia University in die Canadian Interuniversity Sport, dem kanadischen Universitätsspielbetrieb. Dort verbrachte er wiederum vier Jahre und erzielte in 111 Spielen 56 Tore und 75 Assists.
Für das Ende der regulären Saison und die anstehenden Playoffs verpflichteten die Stockton Thunder aus der ECHL den jungen Kanadier. Nach erfolgreichen Playoffs unterschrieb Clark ein weiteres Jahr in Stockton, bevor er zu der Mitte der nächsten Saison in die American Hockey League zu den Bridgeport Sound Tigers – dem Farmteam der New York Islanders – ausgeliehen wurde.
Im Sommer 2014 zog es Clark zum ersten Mal nach Europa zu Esbjerg Energy aus Dänemark. Dort lieferte er eine starke Saison mit 75 Punkten (25 Tore, 50 Assists) in 36 Spielen ab. In den Playoffs ließ er noch 25 Punkte in 15 Spielen folgen. Infolgedessen wurden die Rapperswil-Jona Lakers aus der National League B auf ihn aufmerksam und verpflichteten ihn für die Saison 2015/16. Auch in der zweithöchsten Spielklasse der Schweiz überzeugte der Kanadier und verbuchte in 39 Spielen 47 Punkte.
Auch im nächsten Sommer wechselte Clark den Verein, diesmal nach Österreich in die Erste Bank Eishockey Liga zum HC Innsbruck. Mit dem Club erreichte er seit langem wieder die Playoffs und verlängerte seinen Vertrag für die Saison 2017/18.
Ab Juli 2019 stand Clark beim SC Langenthal in der Swiss League unter Vertrag und erzielte 50 Scorerpunkte in 49 Partien für den SCL. Anschließend war er vereinslos, ehe er im Januar 2021 von den Lausitzer Füchsen aus der DEL2 verpflichtet wurde.

## Erfolge und Auszeichnungen
- 2014 Metal-Ligaen-Spieler des Monats September, Oktober
- 2015 All-Star-Team der Metal Ligaen

## Karrierestatistik
(Legende zur Spielerstatistik: Sp oder GP = absolvierte Spiele; T oder G = erzielte Tore; V oder A = erzielte Assists; Pkt oder Pts = erzielte Scorerpunkte; SM oder PIM = erhaltene Strafminuten; +/− = Plus/Minus-Bilanz; PP = erzielte Überzahltore; SH = erzielte Unterzahltore; GW = erzielte Siegtore; 1 Play-downs/Relegation; Kursiv: Statistik nicht vollständig)